# Pazo de Lamelas
El Pazo de Lamelas es una casa señorial de finales del siglo XVII situada en la parroquia de Priegue, en el municipio pontevedrés de Nigrán (Galicia, España). Cuenta con una finca de 30 000 m².

## Historia
El Pazo de Lamelas, fue mandado construir en el siglo XVII por los hermanos Juan, Gregorio y Manuel de Puga y Armida, del linaje de los Armida.
El pazo fue propiedad de la familia y sus sucesivos herederos, hasta que en 1.852, es adquirido por el presbítero Don Benito Domínguez De Luna, antecesor de los actuales propietarios.

## Descripción
Edificio de planta irregular y tres pisos de altura,  en su fachada destaca una ventana haciendo esquina y un escudo nobiliario blasonado con las siguientes armas:
- Armida: Siete flechas bjas puestas en un haz, al que acompaña una rama de palma en alusión a la santa inquisición.
- Iglesia de san Telmo: Un bergantín con velas plegadas, con una bandera en lo alto del mástil.
- Puga: Cuatro calderos y una flor de lis.
- Puga: Dos espuelas.
- Colegio de San Clemente: En el escudete del jefe, un ancla.

La propiedad se encuentra rodeada por un muro de mampostería. En el interior de finca de 30.000 m², existe una capilla , una bodega, un hórreo, un pilón y dos minas de agua. La capilla tiene entrada con arco de medio punto. Al remate de la fachada una espadaña rematada a su vez por una cruz de piedra.